# 芝井美香
芝井 美香（しばい はるか、1985年1月9日 - ）は、日本の女優、声優、モーションアクター兼キャスティング。北海道出身。nico株式会社代表取締役。代々木アニメーション学院札幌校声優・タレント科卒業。特技はバスケットボール、料理。

## 出演
太字はメインキャラクター。

### テレビ
2017年
- こだわりナビ　（テレビ朝日、2017年4月〜レギュラー）

2015年
- ウロボロス〜この愛こそ、正義。（1月16日、TBS）

2011年
- それでも、生きてゆく 第9話（ウェイトレス）

2010年
- パンドラII 飢餓列島第3話

2008年
- 連続テレビ小説「瞳」（高崎昌代）
- インサイダー取引（ヒロイン）
- キューティーハニー THE LIVE（エステ女性スタッフ、キャバクラ嬢）

2005年
- 最終警告!たけしの本当は怖い家庭の医学
- 医療教育用VP「医療倫理・二十歳の緊急手術」（佐藤あずみ）

2004年
- pine-net トライアル2004（司会）

2003年
- pine-netトライアル2003（司会）

### CM
- 千葉銀行
- KIRIN 『氷結』
- モスバーガー

### アニメ
- 東京マグニチュード8.0
- 地図にない町 福祉倫理長編アニメーション宣伝用VTR（りえ）

### ゲーム
- ドラゴンクエストXI 過ぎ去りし時を求めて S（2019年、ラッド、サイデリア[1]）

### モーションキャプチャー
- テイルズ オブ ゼスティリア
- テイルズ オブ ベルセリア
- テイルズ オブ アライズ（シオン・アイメリス）
- ファイナルファンタジーVII リメイク
- DEAD OR ALIVE Xtreme2
- VANQUISH
- ファイナルファンタジーXIV
- サマーレッスン（演技指導）[2]
- ULTRAMAN（佐山レナ、北斗星司）[3]
- ゼルダの伝説 ブレスオブザワイルド
- BLUE PROTOCOL[4]

### ラジオ
- アニメ専科 FAとよひら（アシスタントパーソナリティー）

### イベント
- シーテックジャパン2007

### 舞台
- コクハクチ（作/演出：野坂実）
- 見よ、飛行機の高く飛べるを（作：永井愛、演出：野坂実）
- 消しゴム（作：佃典彦、演出：青山勝）
- パパの明日はわからない（ふるさとキャラバン　札幌公演）
- ノンコの長ぐつ（劇団新劇場　第47回公演）

### オリジナルビデオ
- 仮面ライダー555 20th パラダイス・リゲインド（2024年） - 医師 役[5]